# Moulouja (reka)
Reka Moulouja (berbersko: iɣẓer en Melwect, arabsko وادي ملوية) je 520 km dolga reka v Maroku. Njegovi izviri so v gori Ajaši v Srednjem Atlasu. Izliva se v Sredozemsko morje blizu Saïdie v severovzhodnem Maroku.
Nivo vode v reki pogosto niha. Reka se uporablja za namakanje in je zajezena z jezovoma Hassana II. in Mohameda V.

## Zgodovina
Pred francosko kolonizacijo je reka Moulouja veljala za mejo med regentstvom Alžira in dinastijami, ki so nadzorovale Maroko. Na prehodu te reke je leta 1692 potekala bitka med Alžirci in Alaviti.
Rimljani so to reko imenovali Malva in Mulucha. V srednjeveški britanski psevdozgodovini je bilo omenjeno kot lokacija vzdolž poti, po kateri naj bi potovali predniki Scottijev in Brut Trojanski.  Reka Moulouja je tvorila vzhodno mejo kraljestva Mavretanije pod kraljem Bocchusom I. in nedavno republike Rif v 1920-ih, majhnega dela Maroka s pomembnimi mesti, kot sta Saïdia in Oujda, ki ležita na vzhodu, med Mouloujo in meji z Alžirijo. Do leta 1956 je reka tvorila tudi vzhodno mejo španskega protektorata Maroko.

## Potek
Reka Moulouja nastane iz več povirnih rek v geografskem središču severnega Maroka na stičišču Srednjega Atlasa in Visokega Atlasa blizu mesta Tounfite jugozahodno od majhnega mesta Boumia na nadmorski višini približno 1800 m. Med svojim tokom v veliki meri ločuje gorsko verigo Srednji Atlas na zahodu od visokogorja Schotts in gorovja Tellski Atlas na vzhodu. Po pretežno severovzhodnem toku se izliva v zahodno Sredozemlje približno 300 km vzhodno-jugovzhodno od Gibraltarskega preliva in 13 km zahodno od meje z Alžirijo, med obalnima mestoma Ras el Ma (Ras Kebdana) na severozahodu in Saidia na jugovzhodu.
Hidrografski bazen reke Moulouja se razprostira na 74.000 km2. Zajema podporečja Moulouja, Kert, Isly, Kiss, Chott Tigri in del območja Bouarfa-Figuig.
Pretok reke je bil merjen v m³/s 31 let (1957–1988) na merilni stezi Dar el Caid, 127 km nad ustjem.

## Naravni rezervat
Približno 2700 hektarov velik estuarij reke Moulouja je zavetišče za ptice, vendar njegov nadaljnji obstoj ogroža vnos kemikalij iz kmetijstva, industrije in zasebnih gospodinjstev.

## Ramsarsko mokrišče
Ustje reke Moulouya (35°06' S - 2°22' Z) je bilo leta 2005 razvrščeno kot območje biološkega in ekološkega pomena (SIBE), nato pa leta 2005 kot območje RAMSAR. Je torej območje velike biotske raznovrstnosti, bogato z vodno vegetacijo . Ugotovljenih je bilo pet habitatnih sistemov: morski, estuarijski, tekoče vode, palustrine in jezerski.